# Final del juego (libro)
Final del juego es el título del segundo libro de cuentos del escritor argentino Julio Cortázar, publicado en 1956 bajo la editorial mexicana Los Presentes y traducido a diferentes idiomas, tales como el francés, inglés, alemán, portugués y hebreo, entre otros. La primera edición del libro incluyó nueve cuentos; mientras que la segunda edición, de Editorial Sudamericana (1964), agregó otros nueve cuentos los cuales fueron escritos entre 1945 y 1962.
Se le considera una de las obras más aclamadas e influyentes del autor, estudiada por numerosos críticos, literatos y escritores de todos los idiomas.

## Contenido
El libro cuenta con 18 cuentos divididos en tres secciones.

### I
- Continuidad de los parques
- No se culpe a nadie
- El río

- Los venenos
- La puerta condenada
- Las Ménades

### II
- El ídolo de las Cícladas
- Una flor amarilla
- Sobremesa
- La banda
- Los amigos
- El móvil
- Torito

### III
- Relato con un fondo de agua
- Después del almuerzo
- Axolotl
- La noche boca arriba
- Final del juego

## Ediciones
La primera edición de Final del juego es de julio de 1956, a cargo de la editorial mexicana Los Presentes, impreso en la Ciudad de México con una tirada de sólo 600 ejemplares en papel Yoco bond. Esta edición contó con los siguientes nueve cuentos: Los venenos, El móvil, La noche boca arriba, Las Ménades, La puerta condenada, Torito, La banda, Axolotl y Final del juego. Una segunda edición con nueve cuentos más (Continuidad de los parques, No se culpe a nadie, El río, El ídolo de las Cícladas, Una flor amarilla, Sobremesa, Los amigos, Relato con un fondo de agua y Después del almuerzo), corrió por cuenta de la Editorial Sudamericana (Buenos Aires, Argentina) y data de 1964. Otras versiones incluyen:
- España: 
  - 1982: Madrid, Editorial Alfaguara.
  - 1987: Barcelona, Ediciones B. (Libro de bolsillo).
- México: 
  - 1984: Editorial Nueva Imagen.
- Argentina:
  - 1986: Editorial Sudamericana/Editorial Planeta.

## Traducciones
- Estados Unidos: End of the game and other stories. Traducción de Paul Blackburn; 1963. Nueva York, Pantheon Books.
- Alemania. Ende des Spiels: Erzählungen. Traducción de Wolfgang Promies; 1977. Frankfurt, Suhrkamp.
- Brasil: Final do Jogo. Traducción de Remy Gorga; 1971. Río de Janeiro, Expressao e Cultura.
- Francia: 
  - Fin des jeux. Traducción de Laure Guille-Bataillon; 1956. París, Gallimard.
  - Fin des jeux (edición aumentada). Traducción de Laure Guille-Bataillon; 1964. París, Gallimard.